# کتپو
کتپو (به مجاری:  Kétpó) یک منطقهٔ مسکونی در مجارستان است که در ناحیه مزوتور واقع شده‌است. کتپو ۶۶٫۷۶ کیلومتر مربع مساحت و ۸۲۰ نفر جمعیت دارد.